# Hagymádfalva község
Hagymádfalva község (románul: Comuna Spinuș) község Bihar megyében, Romániában. Központja Hagymádfalva, beosztott falvai Csujafalva, Görbesd, Kövesegyháza, Nadántelek.

## Népessége
A 2011-es népszámlálás adatai alapján a község népessége 1285 fő volt.